# Рейпичі
Рейпичі (Рейпічи, Райкі, пол. Rajki) — село в Польщі, у гміні Більськ-Підляський Більського повіту Підляського воєводства. Населення — 37 осіб (2011).

## Історія
Вперше згадується 1808 року.
У 1975—1998 роках село належало до Білостоцького воєводства.

## Демографія
Демографічна структура станом на 31 березня 2011 року:
|          | Загалом | Допрацездатний вік | Працездатний вік | Постпрацездатний вік |
| -------- | ------- | ------------------ | ---------------- | -------------------- |
| Чоловіки | 18      | 1                  | 11               | 6                    |
| Жінки    | 19      | 3                  | 5                | 11                   |
| Разом    | 37      | 4                  | 16               | 17                   |